# Jōyō
Ne doit pas être confondu avec Jōyō (réacteur nucléaire).
Jōyō (城陽市, Jōyō-shi) est une ville située dans la préfecture de Kyoto, au Japon.

## Géographie

### Localisation
Jōyō est située dans le sud de la préfecture de Kyoto.

### Démographie
En avril 2024, la population de Jōyō s'élevait à 72 485 habitants, répartis sur une superficie de 32,71 km2.

### Hydrographie
Jōyō est bordée à l'ouest par la rivière Kizu.

## Histoire
Jōyō a acquis le statut de ville en 1972.

## Transports
La ville est desservie par la ligne Nara de la JR West et la ligne Kyoto de la Kintetsu.

## Jumelages
Jōyō est jumelée avec :
- Vancouver (États-Unis)
- Gyeongsan (Corée du Sud)